# ヒカリキノコバエ
ヒカリキノコバエ（光茸蝿）とはハエ目（双翅目）キノコバエ科ヒカリキノコバエ属（Arachnocampa）に分類される昆虫の総称である。幼虫は青白い光を発するためツチボタル（土蛍）、グローワームとして知られている。

## 分布
オーストラリア東海岸、ニュージーランド

### 生息地

#### オーストラリア
- 世界遺産「オーストラリアのゴンドワナ多雨林群」の一部であるスプリングブルック国立公園のナチュラル・ブリッジ地区やラミントン国立公園のグローワーム洞窟。その他、養殖された物であるがフォレスト・オブ・ドリームス(スプリングブルック国立公園内)、グローワーム・ケーブ(マウント・タンボリン)などの施設でも観ることができる。
- ケアンズ近郊のアサートン高原にあるチナルー湖付近。
- 世界遺産「グレーター・ブルー・マウンテンズ地域」の一部であるウォレミー国立公園のグローワームトンネル

#### ニュージーランド
- 北島のワイトモ鍾乳洞
- 南島の世界遺産「テ・ワヒポウナム-南西ニュージーランド」に登録されているフィヨルドランド国立公園内テ・アナウ湖にあるテ・アナウ洞窟

また、同じハエ目の中では日本の八丈島に生息するツノキノコバエ属のニッポンヒラタキノコバエ(Keroplatus nipponicus)の幼虫も発光する。

## 生態

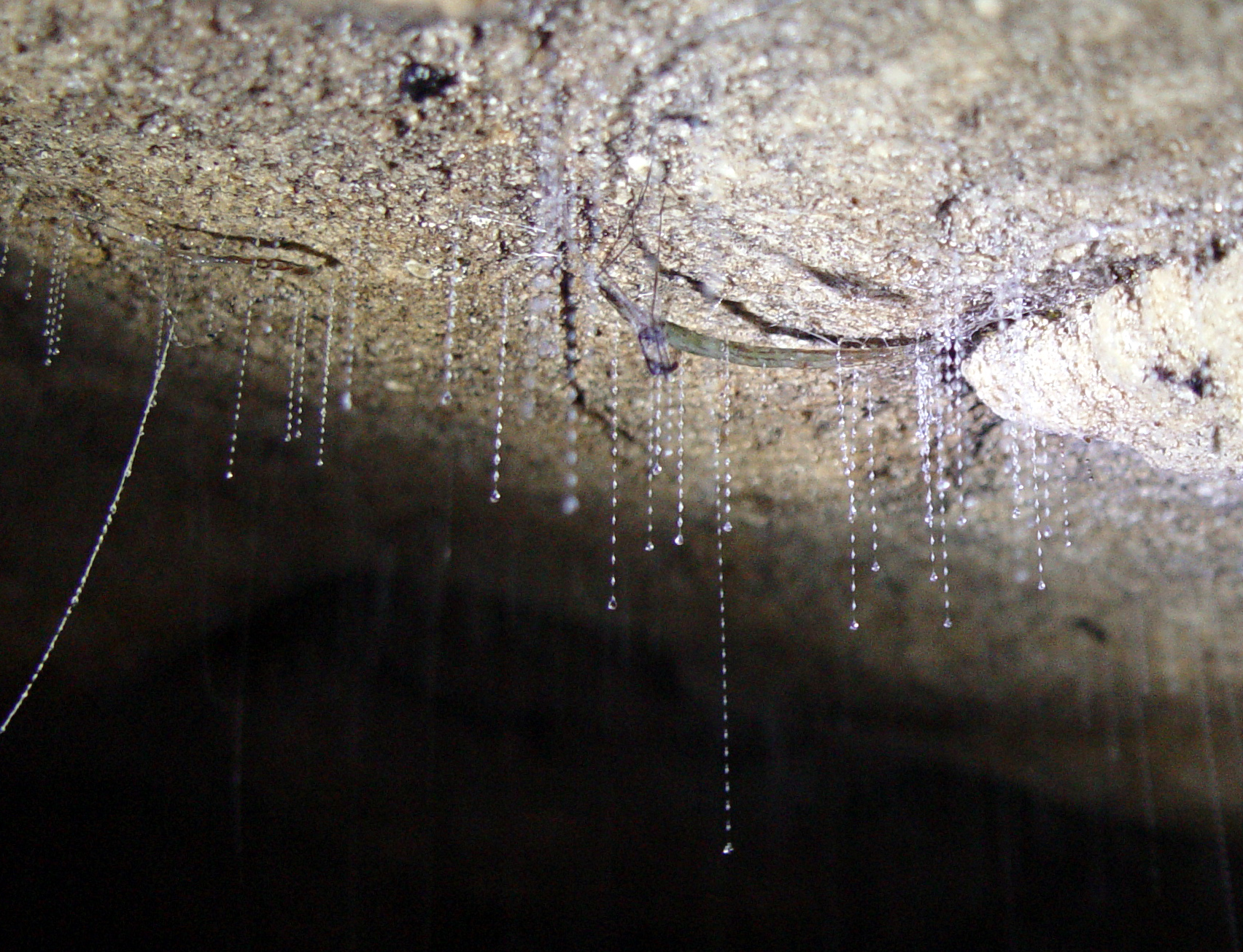
粘液を垂らしたArachnocampa luminosaの幼虫

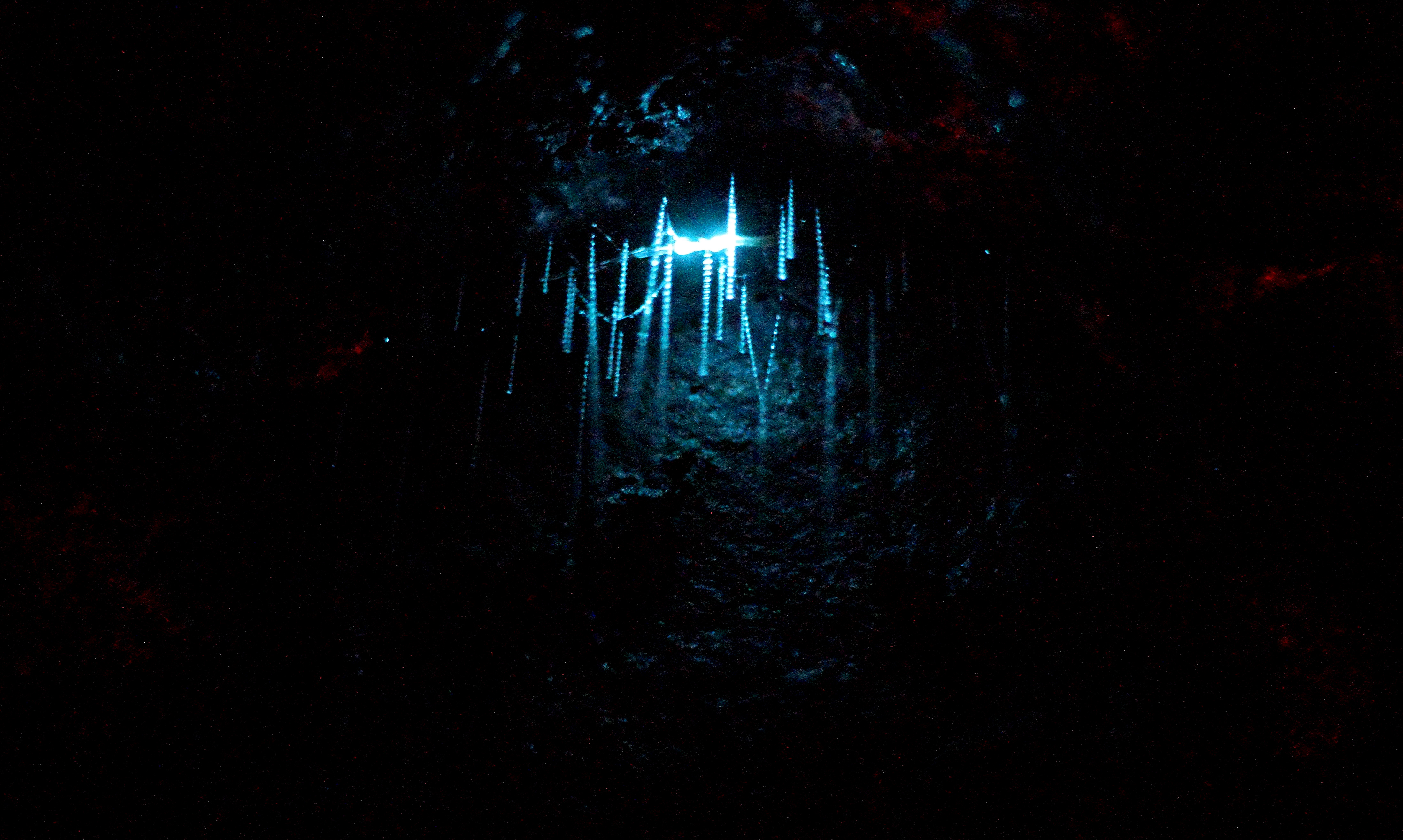
発光するArachnocampa luminosaの幼虫

幼虫は洞窟や洞穴などの天井に生息している。粘液を20から30mm、長いものでは30から40cmもたらす。暗闇でルシフェリンにより青白い光を発し、虫を誘き寄せて粘液で絡め取り捕食する。幼虫の期間は約6ヶ月から12ヶ月である。成虫は口を持っておらず、交尾をし、産卵を終えるまでの数日間で死んでしまう。

## 人との関わり
生息するオーストラリア、ニュージーランドでは洞窟観光資源の一つとして宣伝されている。
宮崎駿監督アニメ「天空の城ラピュタ」に出てくる飛行石の洞窟は、このヒカリキノコバエの幼虫が発光する洞窟をモデルにしていると言われる事があるが、スタジオ・ジブリはオーストラリアをモデルにした作品は無いと話している。